# Frantz Wilhelm von Folckersam
Frantz Wilhelm von Folckersam (også Fölckersam) (født 1649, død 5. juni 1713) var en dansk-norsk officer.
Han var søn af Gotthard Friedrich von Folckersam til Lautzensee i Kurland og Sophie von Sieberg. Han kom til Norge som forvalter ved Ejdsvold Jernværk, hvis ejer var hans landsherre, hertug Jacob, men trådte senere ind i den norske hær. 1676 blev han kaptajn for en skiløber- og fyrrørerafdeling og erhvervede sig under Gyldenløvefejden navn af "en tapper Partigænger, dog efter al Krigsanstændighed". Under den påfølgende fredsperiode tjente han ved de norske nationale dragoner (det senere 2. Søndenfjeldske Dragonregiment), hvor han 1681 steg til major og 1686 til oberstløjtnant. 1693 blev han oberst for Smålenske Infanteriregiment, men byttede 1698 dette med det førnævnte dragonregiment, som han, der 1708 forfremmedes til brigader, 1710 til generalmajor, kommanderede indtil april 1711. I august samme år gjorde Løvendal indfald i Båhus Len, og i tillid til Folckersams ry som partigænger gav han denne kommando over 2500 mand, som ved Kongsvinger skulle forhindre svenskerne i at trænge ind i Norge ad Magnorbro-vejen. Folckersam viste sig imidlertid ikke denne opgave voksen. Han var bleven gammel og uskikket til at agere på egen hånd – i det mindste efter Løvendals opfattelse. Den norske almue derimod bevarede sin sympati for Folckersam, thi senere, da man "syntes, at det gik for langsomt med Landets Forsvar, siden Folckersam for Alder havde taget Afsked, besang gemen Mand hans Ære og Landets Savn i en liden Vise". Han døde 5. juni 1713.
Folckersam besad flere norske ejendomme. Christian V skal have skænket ham Skøjen i Spydeberg Sogn, som han dyrkede vel, og hvor han anlagde en frugthave. Herregårdene Evje ved Moss og Tøndelgård i det trondhjemske fik han med sin 1. hustru, Edel Marie Sybille Marschalck (1663-1694), datter af Norges kansler, gehejmeråd Johan Frederik von Marschalck og Margrethe Bielke. 2. gang ægtede Folckersam Else Kaas (død 1729), datter af Erik Kaas til Bremersvold og Beate Reedtz.
Folckersam efterlod ikke sønner; derimod blev en brodersøn af ham, Frederik Valdemar von Folckersam (1678-1744), dansk generalmajor, kommandant i Glückstadt og hvid ridder.